# زاچاچیه
زاچاچیه (به لاتین: Zachachye) یک منطقهٔ مسکونی در روسیه است که در استان آرخانگلسک واقع شده‌است.